# Андрон (фільм)
Андрон (також «Андрон: Чорний лабіринт») — науково-фантастичний бойовик 2015 року. Написаний і знятий Франческо Чінквемані. За мотивами італійського серіалу.

## Про фільм
Десятьом тим, хто вижив, промивають мізки та кидають їх у лабіринт, де може вижити лише один.
Вони живуть у світі, де люди віддають свою долю в руки учасників, якими керують багатії. Роботизований голос попереджає про смерть деяких учасників. Головним героям доведеться зрозуміти, де вони знаходяться, і спробувати вибратися звідти.

## Знімались
| Актор                 | Роль       |
| --------------------- | ---------- |
| Лео Говард            | Александер |
| Ґейл Гарольд          | Джуліан    |
| Мішель Раян           | Еланор     |
| Антонія Кемпбелл-Г'юз | Валері     |
| Джон Кортахарена      | Люк        |
| Маргарет Маде         | Адора      |
| Денні Ґловер          | Гордон     |
| Алек Болдвін          | Адам       |